# Система електронного адміністрування ПДВ
Система електронного адміністрування ПДВ (СЕА ПДВ) — сукупність організаційних та технічних засобів, що спрямована на забезпечення обліку адміністрування податку на додану вартість в Україні в електронному вигляді.
Запроваджена змінами до Податкового кодексу України — 2014 року. Передбачено тестовий режим з 1 лютого до 1 липня 2015 року.
Система передбачає новий механізм складання та реєстрації податкових накладних (розрахунків коригування), які дають право на віднесення сум податку до податкового кредиту (ПК). Із запровадженням СЕА ПДВ — податкові накладні(розрахунки коригування) складаються лише в електронному вигляді та реєструються в Єдиному реєстрі податкових накладних, незалежно від суми ПДВ в податковій накладній (розрахунках коригування). Так згідно ст. 200-1. «Електронне адміністрування податку на додану вартість» Податкового кодексу України — податкові накладні(розрахунки коригування) реєструються платником податку в ЄРПН в межах реєстраційного ліміту(ΣНакл). Для збільшення суми реєстраційного ліміту в СЕА ПДВ, платник може перерахувати необхідну суму з поточного рахунку на рахунок, відкритий в СЕА ПДВ. На запит платника податку йому шляхом надсилання електронного повідомлення надається інформація про рух коштів на його рахунках у системі електронного адміністрування податку.
Так платник податку згідно статті 200-1.3 Податкового кодексу України має право зареєструвати податкові накладні та/або розрахунки коригування в Єдиному реєстрі податкових накладних(далі ЄРПН) на суму податку (ΣНакл), обчислену за такою формулою:
ΣНакл(реєстраційний ліміт) = ∑НаклОтр + ∑Митн + ∑ПопРах + ∑Овердрафт — ∑НаклВид — ∑Відшкод — ∑Перевищ;
ΣНаклОтр — загальна сума податку за отриманими платником податковими накладними(розрахунками коригування), зареєстрованими в ЄРПН;
ΣМитн — загальна сума податку, сплаченого платником при ввезенні товарів на митну територію України, на підставі митної декларації;
ΣПопРах — загальна сума поповнення з поточного рахунку платника податку рахунка в СЕА ПДВ;
ΣОвердрафт — сума середньомісячного розміру сум податку, які за останніх 12 звітних (податкових) місяців були задекларовані платником до сплати до бюджету та погашені чи розстрочені або відстрочені, а також задекларовані платником — сільськогосподарським підприємством, що обрав спеціальний режим оподаткування відповідно до статті 209 Податкового кодексу України;
ΣНаклВид — загальна сума податку за складеними(виданими) платником податковими накладними(розрахунками коригування), зареєстрованими в ЄРПН;
ΣВідшкод — загальна сума податку, заявлена платником до бюджетного відшкодування у відповідній заяві в складі звітності за ПДВ;
ΣПеревищ — загальна сума перевищення податкових зобов'язань, зазначених платником у поданих податкових деклараціях з урахуванням поданих уточнюючих розрахунків до них, над сумою податку, що міститься в складених таким платником податкових накладних та розрахунках коригування до таких податкових накладних, зареєстрованих в ЄРПН.
На запит платника податку йому шляхом надсилання електронного повідомлення надається інформація про рух коштів на його рахунках у системі електронного адміністрування податку та суми реєстраційного ліміту(ΣНакл) станом на поточну дату та час. Здійснити реєстрацію податкових накладних(розрахунків коригування) та направити запит щодо стану рахунку в СЕА ПДВ — платник податків може через електронний кабінет (https://cabinet.tax.gov.ua/), який функціонує згідно статті 42-1 Податкового кодексу України.
Користування Електронним кабінетом для платників податків безкоштовне та запроваджене для забезпечення взаємодії платників податків з контролюючими органами. Майнові права на програмне забезпечення електронного кабінету є державною власністю.
Платник податків стає користувачем електронного кабінету та набуває право подавати звітність в електронній формі і вести листування засобами електронного зв'язку в електронній формі після проходження в електронному кабінеті електронної ідентифікації онлайн з використанням кваліфікованого електронного підпису з дотриманням вимог законів України «Про електронні документи та електронний документообіг» та «Про електронні довірчі послуги» або тих сервісів ідентифікації, використання яких дозволяється методологом електронного кабінету. Єдиною підставою для відмови у проходженні електронної ідентифікації платника податків в електронному кабінеті є недійсність кваліфікованого електронного підпису такого платника податків, у тому числі у зв'язку із закінченням строку дії відповідного сертифіката відкритого ключа
Адміністратором СЕА ПДВ визначено контролюючий орган, а саме центральний орган виконавчої влади, що реалізує державну податкову політику — Державну податкову службу України.